# Ешиніт-(Y)
Ешиніт-(Y) (синоніми — бломстрандин, тайїт) — складний оксид ітрію, кальцію, заліза, торію, титану та ніобію координаційної будови, представник групи ешиніту.

## Загальний опис
Формула: (Y, Ca, Fe, Th)(Ti, Nb)2(O, OH)6.
Склад у % (з родовища Гіттере, Норвегія): ThO2 — 2,48; CaO — 1,94; Ce2O3 — 3,71; FeO — 2,61; (Y, Er)2O3 — 21,21; UO2 — 1,75; ZrO2 — 2,62; TiO2 — 21,95; Nb2O5 — 35,51.
Сингонія ромбічна. Ромбо-дипірамідальний вид.
Кристали призматичні до тонкопризматичних, іноді таблитчасті.
Густина 4,95.
Твердість 5,5-6,0.
Колір чорний, коричнево-чорний.
Риса темно-бура.
Блиск алмазний, жирний.
Злом раковистий. Дуже радіоактивний. Часто метаміктний, тоді ізотропний з п=2,26. Крихкий.
Знайдений у пегматитах нефелінових сієнітів разом з нефеліном, польовим шпатом, біотитом, цирконом. Асоціює з мінералами групи евксеніту. Виявлений у пегматитах в районі Міасу (Росія). Рідкісний.